# خوبنه
خوبنه یک منطقهٔ مسکونی در الجزایر است که در ناحیه حاسی خلیفه واقع شده‌است. خوبنه ۷۰ متر بالاتر از سطح دریا واقع شده‌است.